# Expressivität
Als Expressivität (Ausprägungsgrad) bezeichnet man in der Genetik die individuell unterschiedlich starke Ausprägung eines phänotypischen Merkmals bei identischem Genotyp. Ist diese Ausprägung trotz identischem Genotyp verschieden, spricht man von einer variablen Expressivität. Eine variable Expressivität kann beispielsweise durch Umwelteinflüsse während und nach der Embryonalentwicklung verursacht werden.
Variable Expressivität beschreibt kontinuierliche Merkmale. Sie muss von der Penetranz unterschieden werden, die die tatsächliche Häufigkeit eines Merkmals bei gegebenem Genotyp kategorisch beschreibt.